# Oliverotto da Fermo
Oliverotto Euffreducci dit Oliverotto da Fermo (né vers 1473 à Fermo et mort dans la nuit du 31 décembre 1502 à Senigallia) est un condottiere italien du XVe siècle, seigneur de Fermo, gendre de Vitellozzo Vitelli.

## Biographie
Ayant perdu ses parents en bas âge, Oliverotto da Fermo est élevé par son oncle, Giovanni Fogliani. Il apprend le métier des armes auprès de Paolo Vitelli, puis, après la mort de ce dernier, il se met au service de Vitellozzo Vitelli.
En janvier 1502, il retourne à Fermo accompagné d'une centaine de ses hommes et assassine son oncle et bon nombre de notables afin de s'emparer de la ville. En octobre de la même année, il participe à la conspiration de Magione contre César Borgia.
Il meurt étranglé sur ordre de César Borgia, en même temps que Vitellozzo Vitelli, à Senigallia le 31 décembre 1502.

## Sources
- Nicolas Machiavel : Le Prince, chapitre VIII (De ceux qui, par des crimes, sont arrivés à la souveraineté)
- (it) Sanesi e N. Vajani, Vitellozzo Vitelli e Liverotto da Fermo fatti assassinare da Cesare Borgia, Enrico Politti, Milan, 1872